# Concordia, Coahuila
Concordia är en ort i Mexiko.   Den ligger i kommunen San Pedro och delstaten Coahuila, i den centrala delen av landet, 800 km nordväst om huvudstaden Mexico City. Concordia ligger 1 108 meter över havet och antalet invånare är 6 964.
Terrängen runt Concordia är platt. Runt Concordia är det glesbefolkat, med 9 invånare per kvadratkilometer. Närmaste större samhälle är San Antonio del Coyote, 19,3 km sydväst om Concordia. Trakten runt Concordia består till största delen av jordbruksmark.